# PBRM1
La proteína polibromo-1 (PB1) también conocida como factor 180 asociado a BRG1 (BAF180) es una proteína que en humanos está codificada por el gen PBRM1 . Este locus codifica una subunidad de complejos de remodelación de cromatina dependientes de ATP. La proteína codificada se ha identificado como un componente integral de los complejos necesarios para la activación transcripcional dependiente del ligando por los receptores de hormonas nucleares. Las mutaciones en este locus se han asociado con el carcinoma primario de células renales de células claras.

## Estructura y función
Componente del complejo de remodelación de cromatina SWI / SNF -B (PBAF), que contiene al menos SMARCA4 / BRG1, SMARCB1 / SNF5 / INI1 / BAF47, ACTL6A / BAF53A o ACTL6B / BAF53B, SMARCE1 / BAF57, SMARCD1 / BACDF60A, SMARCD1 / BACD260A BAF60B y actina .
El pollo PB1 posee 5 dominios bromodominios, 2 dominios de homología adyacente a bromo (BAH) y 1 motivo de grupo de alta movilidad truncado (HMG). cPB1 también es homólogo a las levaduras Rsc1, Rsc2 y Rsc4, proteínas esenciales que son necesarias para la progresión del ciclo celular a través de la mitosis.

## Significación clínica
PBRM1 es un gen supresor de tumores en muchos subtipos de cáncer. Las mutaciones son especialmente frecuentes en el carcinoma de células renales de células claras.